# Emil Römmler

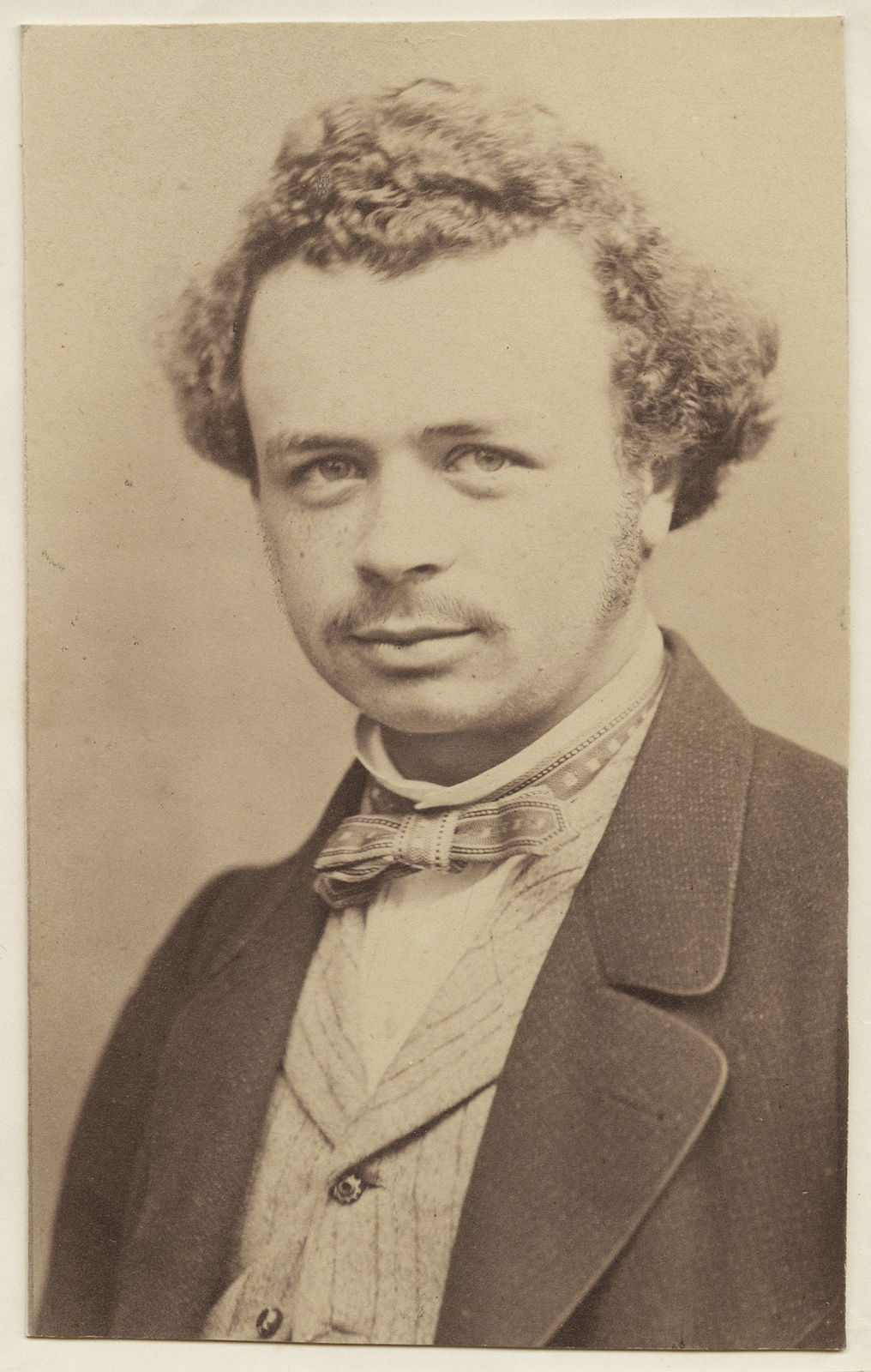
Emil Römmler, 1863

Carl Emil Römmler (* 16. Februar 1842 in Mittweida; † 15. Januar 1941 in Dresden) war ein deutscher Fotograf, Unternehmer und Kommerzienrat.

## Leben und Wirken
Er war der Sohn eines Leinewebers und Porträtmalers, der sich später als Fotograf in Chemnitz niederließ. Römmler hatte 1861 ein eigenes Fotoatelier in Dresden angemeldet. Nachdem er dann von der Albertotypie hörte, der Anwendung eines neuen Vervielfältigungsverfahrens für Fotografien, entwickelte er eine neue Geschäftsidee. Noch vor der Gründung des Deutschen Kaiserreichs informierte sich Römmler dafür intensiv über die neue Technik und bildete sich dann nach einem Umweg über Berlin in München, direkt bei dem Erfinder der Albertotypie, Joseph Albert, praktisch fort.
Zurück in Dresden, suchte Römmler zunächst nach finanzieller Unterstützung und fand sie bald in dem Buchhalter Leopold Erasmus Jonas (1839–1905). Zusätzlich zu Römmlers bereits bestehendem Atelier mieteten die beiden gemeinsam neue Räumlichkeiten, anfangs in der Pillnitzer Straße 54 im Stadtteil Pirnaische Vorstadt, und gründeten 1871 die „Kunstdruck-Anstalt Römmler & Jonas“.
Am 24. Juni 1875 wurde per Dekret des Königs von Sachsen Römmler das Prädikat eines Hofphotographen verliehen. Später ernannte der König ihn zum Kommerzienrat.
1909 übertrug er die Geschäftsführung des Verlags an seinen Sohn Hans Römmler.